# Oliver Grau

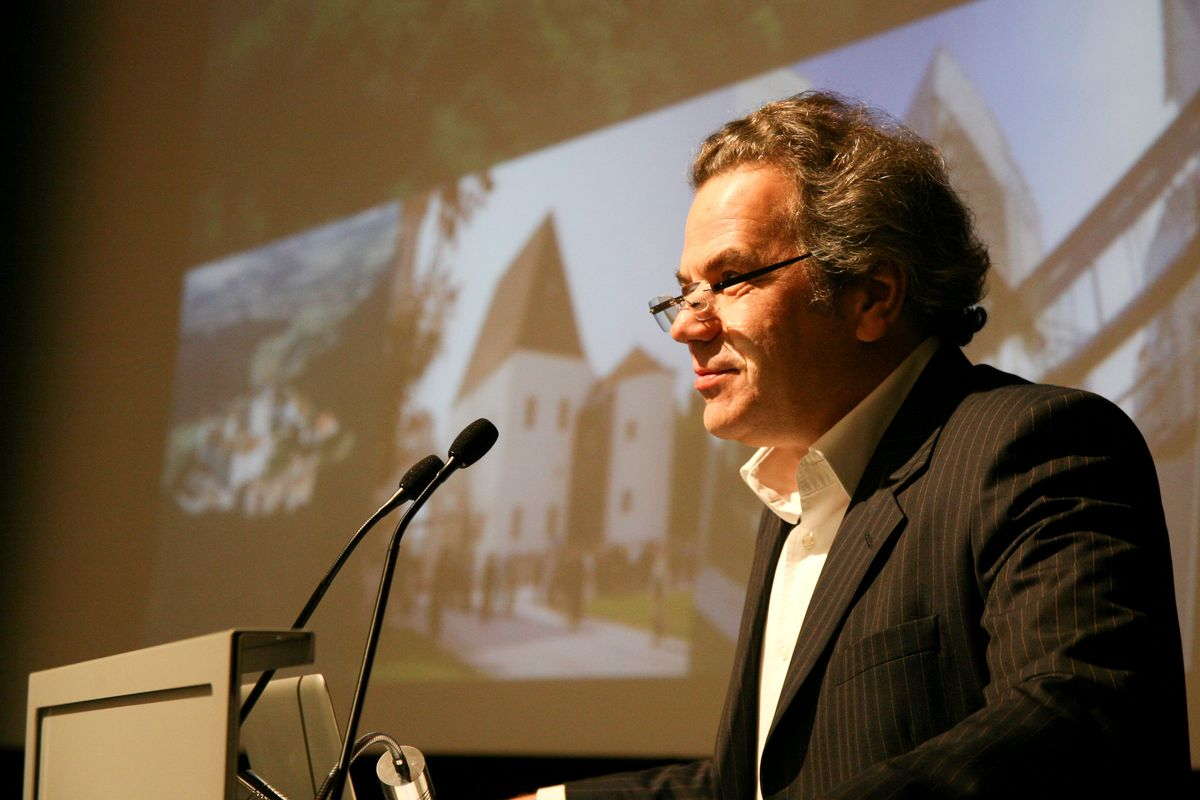
Oliver Grau (2011)

Oliver Grau (* 24. Oktober 1965) ist ein deutscher Kunsthistoriker und Medientheoretiker mit Schwerpunkt im Bereich Bildwissenschaft/Visuelle Kommunikation, in der Moderne und Medienkunst sowie in der Kultur des 19. Jahrhunderts und der italienischen Kunst der Renaissance. Er ist Gründer und Direktor des Archive for Digital Art (1998) und Leiter der Society for MediaArtHistories und ihrer biennalen Konferenzserie (seit 2004).

## Leben
Oliver Grau ist Sohn des Physikers Lothar Grau und der Graphikerin Doris Grau.
Nach Studium der Kunstgeschichte, Wirtschaftswissenschaften und Romanistik in Hamburg, Siena und London, Magister u. a. bei Martin Warnke und Promotion in Berlin bei Horst Bredekamp und Friedrich Kittler lehrte und forschte Grau am Kunsthistorischen Seminar der Humboldt-Universität zu Berlin, verbrachte Gastaufenthalte an Forschungseinrichtungen in Japan und USA und war nach der Habilitation 2004 an der Kunstuniversität Linz als Gast- und Vertretungsprofessor an internationalen Universitäten tätig. Zeitgleich schrieb er für Wochenzeitungen, wie Die Zeit. Von 2005 bis 2022 war er Inhaber des ersten Lehrstuhls für Bildwissenschaften im deutschen Sprachraum am von ihm geleiteten Department für Bildwissenschaften der Donau-Universität Krems. Rufe an die Universität Bamberg (2002), Universität Siegen (2005) und internationale Universitäten (City University Hong Kong u. a.) wurden nicht angenommen.

## Forschung
Seine Forschungsschwerpunkte konzentrieren sich auf die Geschichte von Medienkunst, Immersion und Emotionen, die Bildtheorie sowie auf die Geschichte, Idee und Kultur „belebter“ und telematischer Bilder, bzw. Telepräsenz, sowie auf die Entwicklung der Digital Humanities durch bildwissenschaftliche Arbeitsinstrumente, wie Online-Bild- und -Videodatenbanken.

### Immersion
Die Monographie Virtual Art: From Illusion to Immersion enthält eine historisch vergleichende Bild-Betrachter-Theorie der Immersion sowie eine systematische Analyse der Trias von Künstler, Werk und Betrachter unter den Bedingungen digitaler Kunst. Grau entwickelt ein Erklärungsmodell für die Evolutionsgeschichte der Illusionsmedien: Diese resultiere aus der relativen Abhängigkeit neuer sensueller Suggestionspotentiale und den diesen gegenüberstehenden Distanzierungskräften, der Medienkompetenz ihrer Betrachter. Zugleich untersuchte Grau interdisziplinär Methoden, den Immersionseindruck der Betrachter in digitalen Bildräumen hervorzurufen, bzw. zu steigern: Dieses geschehe insbesondere durch die Interaktion (Reaktion der Bilder in Echtzeit auf die Benutzerbewegung), die Verwendung evolutionärer Bildprozesse – etwa durch genetische Algorithmen, haptisches Feedback, die natürliche Gestaltung des Interface, den Eindruck telematischer Präsenz und insbesondere durch die umfassende Gestaltung des Bilddisplays, das zumindest das Gesichtsfeld der Betrachter ausfülle und bis zu 360° horizontal und vertikal gesteigert werde. Hergebrachte monomediale Ansätze der Illusionsforschung wurden mit diesen Studien zu überwinden versucht und stattdessen Begriffe wie Polysensualität, Suggestionspotential, Bildraum, individuelle Disposition der Betrachter, Evolution der visuellen Medien eingeführt und bestehende Distanztheorien von Cassirer, Panofsky u. a. für digitale Bildräume erweitert. Ferner wurden Untersuchungen zur Verbindung von Architektur und immersiven Bewegtbildern vorgelegt, sowie zur Immersion in der Geschichte des Films. Die Mehrzahl der Publikationen zur Immersion gehen auf zwei mehrjährige Forschungsprojekte der Deutschen Forschungsgemeinschaft zurück (Kunstgeschichte und Medientheorien der Virtuellen Realität 1998–2002 sowie Immersive Kunst 2002–2005).

### Emotionsforschung
Aus mehreren Forschungsprojekten an der Berlin-Brandenburgischen Akademie der Wissenschaften und der Leopoldina und zwei durch die Volkswagenstiftung geförderten Sommerakademien ging eine interdisziplinäre Studie zur Geschichte der Lenkung von Gefühlen durch Bild und Sound hervor. Die Forschungen von Antonio Damasio, Joseph LeDoux und Wolf Singer erweiternd, wurde am Beispiel von Matthias Grünwalds Isenheimer Altar, Leni Riefenstahls Triumph des Willens und dem Computer Game America’s Army die gemeinschaftsformende Wirkung emotionaler Bilderlebnisse nachgewiesen und damit ein problematischer Schlüsselbegriff der Bildwissenschaften erforscht.

### Medienkunstgeschichte
Seit 2002 brachte Grau die interdisziplinäre Medienkunstforschung und ihre Geschichte(n) als in einer internationalen und interdisziplinären Konferenzserie zusammen. Einer etwa einjährigen Wissenschaftsrecherche von Grau und Wendy Coones folgte die Vorstellung und Diskussion des Konzepts im Rahmen eines von Grau geleiteten DFG-geförderten Planungstreffens mit einer Auswahl eingeladener internationaler Experten im Wissenschaftszentrum Villa Vigoni 2004. Forschungskonzept und Mission führten 2005 unter der Leitung von Grau zum ersten Kongress zur Medienkunstgeschichte in Banff (Kanada) mit 500 Teilnehmern. Durch die Weltkonferenzen in Berlin (2007), Melbourne (2009), Liverpool (2011), Riga (2013), Montreal (2015), 2017 Krems/Wien (2017), Aalborg (2019), Venedig (2023) konnte Grau als Gründungsdirektor und Chair mit den Mitgliedern des schrittweise entstehenden Boards das internationale Feld etablieren, das sich insbesondere aus Kunst-, Medien-, Film-, Technik- und Wissenschaftsgeschichte speist sowie Digital Humanities, Soundstudies, Anthropologie und Philosophie einbezieht.

### Digital Humanities
Grau konzipierte bildwissenschaftliche Arbeitsinstrumente für die Geisteswissenschaften/Digital Humanities. Er leitete an der Humboldt-Universität das von der Deutschen Forschungsgemeinschaft (DFG) geförderte Projekt „Immersive Kunst“, dass digitale Kunst aus Kunstgeschichte und digitaler Gegenwart erforschte. Seit 1998 konzipierte und leitet er auch das Archive of Digital Art (ADA; zuvor Database of Virtual Art), das erste internationale Archiv für Digitale Kunst und mit über 3000 besprochenen Werken zugleich unter den größten Online-Archiven, das heute von der Society for MediaArtHistories in Wien und Berlin gehostet wird. Als erstes Onlinearchiv streamte die Database of Virtual Art (DVA) seit 2000 regelmäßig Videodokumentationen. ADA wurde mit personengebundener Förderung durch den FWF seit 2013 zum ersten web 2.0 Onlinearchiv der Kunstgeschichte weiterentwickelt. Zudem entwickelte Grau auf der Basis des Getty AAT und des Warburg Index einerseits und den Schlagwörtern der Medienkunstfestivals und Literatur einen Brückenthesaurus, der erstmals Medienkunst mit ihren kunsthistorischen Vorläufern verbindet. Seit 2020 wird ADA durch Förderung des österr. Bundesministeriums von 1,2 Mio. Euro zur Forschungs- und Lehrplattform für Hochschulen erweitert. Von 2005 bis 2022 war Grau zudem Leiter der Datenbank der Graphischen Sammlung Göttweig, Österreichs größter privater graphischen Sammlung, die 32.000 Werke von Albrecht Dürer bis Gustav Klimt umfasst. Bereits seit 2007 wurden in Kooperation mit Martin Gregor Lechner regelmäßig Virtuelle Ausstellungen online publiziert: Unter Deinen Schutz: Das Marienbild in Göttweig (2007), Venezianische Veduten (2008), Lieben und Leiden der Götter: Antikenrezeption in der Druckgraphik (2009), Barocke Bilder-Eytelkeit: Personifikation, Allegorie und Symbol (2010), Das Barocke Thesenblatt (2011), Theorie der Architektur (2011), Künstlerporträts (2012), Das Geistliche Porträt (2013).

## Lehrtätigkeit
Grau entwickelte als Departmentleiter mit seinen Teams internationale Curricula für die Bildwissenschaften: das MA-Programm MediaArtHistory, die Akademischen Experten Programme Digitales Sammlungsmanagement und Ausstellungsdesign, Visuelle Kompetenzen CP sowie die Masterprogramme Bildwissenschaften, Crossmedia und Data Studies, ferner entstand bereits 2006 mit den Danube Telelectures ein neues interaktives Vortrags- und Debattenformat, das international gestreamt wurde. 2014 startete gemeinsam mit den Universitäten von Aalborg, Łódź und der City Universität Hong Kong (seit 2019 Lassale Art School, Singapore) den von ihm geleiteten Erasmus Exzellenz Joint Master in MediaArtCultures, der von der EU mit insgesamt 5,5 Mio. Euro unterstützt wird.

## Auszeichnungen und Beiratstätigkeit
- 2019 Wissenschaftspreis des Landes Niederösterreich
- 2016 Ehrensymposium zur Forschung von Oliver Grau an der Open University, Israel
- 2015 Wahl in die Academia Europaea[15]
- 2014 Ehrendoktorwürde Universität Oradea[16]
- 2011 Nobelpreisträgervortragszyklus POSTECH, Korea, Eröffnungsvortrag
- 2010 Vortrag auf dem G20-Gipfel, Seoul
- 2008 Eingeladener Vortrag im Olympischen Kulturprogramm Beijing
- 2004 Medienpreis der Humboldt-Universitätsgesellschaft
- 2003 Fellow am Deutsch-Italienischen Zentrum für Exzellenz Villa Vigoni
- 2003 Book of the Month, Scientific American
- 2002 InterNationes/Goethe-Institut
- 2001 Wahl in die Junge Akademie der Berlin-Brandenburgischen Akademie der Wissenschaften und der Leopoldina

Grau fungiert als Herausgeber und Boardmitglied folgender wissenschaftlicher Zeitschriften und Einrichtungen: International Journal of Media & Cultural Politics (UK); Rundbrief Fotografie (GER); IJArt Journal (UK); EKFRASE: Nordisk Tidsskrift for Visuell Kultur (N); International Journal of Art and Technology (UK); SECOND NATURE: International Journal of Creative Media (AUS); IMAGES, Journal for Visual Studies in Southeast Europe; JUNCTURES The Journal for Thematic Dialogue (NZ); Jordan Journal of the Arts (JOR); Revista de Estudios Globales y Arte Contemporaneo (ESP); MediaArtHistories Conference Series Board/Steering Committee (seit 2004); Interdisciplinary Research Center Humanities/Art/Technology, Adam Mickiewicz University, Poznań (POL); St. Petersburg Branch of the Russian Institute for Cultural Research, Machina Media (RUS).

## Schriften (Auswahl)

### Monographien
- Virtuelle Kunst in Geschichte und Gegenwart: Visuelle Strategien. Reimer, Berlin 2001. (Rezension in der  Frankfurter Allgemeinen Zeitung von Barbara Basting: Schachmatt durch die Simulatorkrankheit: Eine Schlüsselstudie: Oliver Graus kunsthistorische Erschließung der neuen virtuellen Räume. Nov. 19, 2001, S. 48.)
  - stark erweiterte und überarbeitete englische Ausgabe: Virtual Art. From Illusion to Immersion. MIT-Press, Cambridge/Mass. 2003, ISBN 978-0-262-07241-0. Rezension von Alison Abbott in Nature 427, page 17 (2004): Art that draws you in (Chinesisch 2006, Serbisch 2008, Portugiesisch 2009).
- On the Visual Power of Digital Arts. For a New Archive and Museum Infrastructure in the 21st Century. Editiones de la Universidad de Castilla-La Mancha, 2016.
- Эмоции и иммерсия: ключевые элементы визуальных исследований / Пер. с нем. А. М. Гайсина, EDIOS Publishing House, St. Petersburg 2013.
- Bildwerdung. Habilitationsschrift. Kunstuniversität, Linz 2004.
- Die Sehnsucht, im Bild zu sein. Zur Kunstgeschichte der virtuellen Realität. Dissertation. Humboldt-Universität zu Berlin 1999.

### Herausgeberschaft
- mit Inge Hinterwaldner: Retracing Political Dimensions: Strategies in Contemporary New Media Art, Berlin/Boston: De Gruyter 2021. ISBN 978-3-11-067094-3 PDF- ISBN 978-3-11-067098-1. [Rezension Brian Reffin Smith: Retracing Political Dimensions: Strategies in Contemporary New Media Art, in Leonardo Reviews 2/2021, https://www.leonardo.info/review/2021/02/retracing-political-dimensions-strategies-in-contemporary-new-media-art]
- Digital Art through the Looking Glass: New strategies for archiving, collecting and preserving in Digital Humanities, Krems/Wien/Hamburg: Danube University Press 2019. ISBN 978-3-903150-51-5 [Rezension von Bruce Sterling, in WIRED https://www.wired.com/beyond-the-beyond/2019/08/digital-art-looking-glass-new-strategies-archiving-collecting-preserving-digital-humanities/]
- mit Wendy Coones und Viola Rühse: Museum and Archive on the Move: Changing cultural Institutions in the digital Era, München: De Gruyter 2017, ISBN 978-3-11-052051-4. Mit Beiträgen von Lev Manovich, Okwui Envezor, Christiane Paul, Dieter Bogner, Jeffrey Shaw, Sarah Kenderdine et al. [Rezension von Gabriela Galati, Leonardo. The International Society for the Arts, Sciences and Technology, December 2018, https://www.leonardo.info/review/2018/12/review-of-museum-and-archive-on-the-move-changing-cultural-institutions-in-the] [Rezension von Danielle O’Donovan and Tom Lonergan, Museum International [ICOM’s peer-reviewed journal], Vol. 70, No. 277–278, 2018, p. 176–177] doi:10.1515/9783110529630
- Imagery of the 21st Century, Cambridge/Mass.: MIT-Press 2011, ISBN 978-0-262-01572-1. Mit Beiträgen von James Elkins, Eduardo Kac, Peter Weibel, Lev Manovich, Olaf Breitbach, Martin Kemp, Sean Cubitt, Christa Sommerer, Marie Luise Angerer, Wendy Chun u. a. [Rezension in It`s Liquid https://www.itsliquid.com/imagery-in-the-21st-century.html]
- MediaArtHistories, Cambridge/Mass.: MIT Press 2007. ISBN 978-0-262-51498-9 (Übersetzungen in Brasilien, Mazedonien und Korea). [Rezensionen: Deutschland: Christoph Klütsch: MediaArtHistories, in: kunsttexte.de, 1.07.2007; USA: Robert Atkins: Channeling New Media, in: Art in America, Dezember 2008, p. 47 – 50; Serbien: Matko Mestreovic: Kako razumjeti medijsku umjetnost, in: Zarez IX/208, 14. lipnja 2007, p. 8f.; Australien: Daniel Palmer: Walter Benjamin and the Virtual: Politics, Art, and Mediation in the Age of Global Culture, in: TRANSFORMATIONS, Issue No. 15, November 2007; Polen: Mariusz Pisarski: Historie sztuki mediów, in: TECHSTY, Literatura i Nouva Media, 7.7.2007; Brasilien: Sergio Kulpas: histórias da artemídia, in: Encyclopédia Itaú Cultural: arte e tecnologia, August 2007; Großbritannien: Charlie Gere: MediaArtHistories, in: The Art Book, Volume 15, Issue 1, S. 51–52; Österreich: Eric Kluitenberg: MediaArtHistories, in: Springerin: Hefte für Gegenwartskunst, Vol. XIII, No. 3, 2007, p. 74.; Uruguay: Angel Kalenberg: Between Chaos and Cosmos, Rezension MediaArtHistories, in: Relaciones, Nr. 286, March 2008, p. 26–27; Litauen: Renata Sukaityte: Mediju menas kaip moksline-eksperimentine erdve, in: Menotyra, 2008, T. 15. No. 2, p. 50–61; Frankreich: Jens Hauser: MediaArtHistories: Eine andere Kunstgeschichte, ARTE.tv, Februar/2007; medienwissenschaftlich: Malte Hagener: Rezension von: Oliver Grau (Ed.), MediaArtHistories, MIT, Cambridge, MA-London 2007, in: Cinéma & Cie, no. 9, Fall 2007; bildwissenschaftlich: Martin Schulz: Rezension von: Oliver Grau: MediaArtHistories, Cambridge, Mass.: MIT Press 2007, in Kunstform 9 (2008), no.09]
- mit Andreas Keil: Mediale Emotionen. Zur Lenkung von Gefühlen durch Bild und Sound,  Frankfurt/Main: Fischer 2005. ISBN 978-3-596-16917-7. [Rezension a.o. Manuela Lenzen, Frankfurter Allgemeine Zeitung: Wie Bild und Klang uns bewegen, 21.11.2005, p. 38. https://www.faz.net/aktuell/feuilleton/buecher/rezensionen/sachbuch/wie-bild-und-klang-uns-bewegen-1282776.html]

### Publizierte Datenbanken
- Archiv der Digitalen Kunst (Archive of Digital Art, ADA), ehemals Database of Virtual Art seit 2000, ca. 3500 besprochene Werke, www.archive-digitalart.eu. Seit 2014 publiziert ADA regelmäßig das Gesamt-Œuvre von Medienkünstlern: Victor ACEVEDO (2022), Oeuvre Complète, Suzanne ANKER (2021), Oeuvre Complète, Claudia ROBLES ANGEL (2021), Œuvre Complète, Bill SEAMAN (2021), Uršula BERLOT (2020), BANZ & BOWINKEL (2020), Andres BURBANO (2019), Maurice BENAYOUN, Œuvre Complète (2019), Marta de MENEZES, Retrospective, Œuvre Complète (2017), Chris SALTER. Retrospective, (2017), Jody ZELLEN (2016), Simon BIGGS (2016), Olga KISSELEVA Retrospective (2016), Tamiko THIEL (2015), Lev MANOVICH Works & Texts (2015), Gisele Beiguelman. Retrospective (2015), Jeffrey SHAW: Œuvre Complète (2015), Tamas WALICZKY, Retrospective (2015), Warren NEIDICH. Retrospective (2015), Sean CUBITT, scholar feature (2015), Ryszard KLUSZINSKI, scholar feature (2015), Denisa KERA, scholar feature (2015), Seiko MIKAMI Œuvre Complète (2015), Paolo CIRIO Retrospective (2015), SCENOCOSME Retrospective (2014).
- MediaArtHistories (Textarchiv der Weltkonferenz seit 2005), www.MediaArtHistories.org
- Graphische Sammlung Göttweig online, seit 2007 www.gssg.at

### Aufsätze (Auswahl)
- Revealing Higher Impact of Media Art Archiving (with Alexander Wöran a.o.), in: ISEA2022, S. 2012, doi:10.7238/ISEA2022, Proceedings, Barcelona 2022.
- Interconnecting Archives: Paving a Path Forward, (with Bonnie Mitchell a.o.), in: ISEA2022, S. 2015–2018, doi:10.7238/ISEA2022, Proceedings, Barcelona 2022.
- Digital Art’s Political Impact: Time for Hard Humanities!, in: Oliver Grau und Inge Hinterwaldner (Hrsg.): Retracing Political Dimensions: Strategies in Contemporary New Media Art, De Gruyter, Berlin, New York 2021, 34–53.
- Museum Network for Digital Arts: A concerted Collection, Documentation and Conservation Strategy, ISEA 2020 Montreal, Proceedings, pp. 689-94, https://isea2020.isea-international.org/PROCEEDING_041120_LR.pdf
- With Michaela Seiser a.o. “Documenting Media Art”: A Web 2.0-Archive and Bridging Thesaurus for MediaArtHistories. in: Leonardo Journal, Vol. 52, No. 5, 2019.
- Resisting a Total Loss of Digital Heritage Web 2.0-archiving & bridging  thesaurus for media art. In: Oliver Grau und Eveline Wandl-Vogt u. a., Digital Art through the Looking Glas New strategies for archiving, collecting and   preserving in Digital Humanities, Krems an der Donau 2019, S. 193–204.
- Digital Art’s Complex Expression and Its Impact on Archives and Humanities: For a Concerted Museum Network of Expertise and Preservation. In Oliver Grau, Wendy Coones, Viola Rühse (eds.) Museum and Archive on the Move: Changing Cultural Institutions in the Digital Era, Berlin: De Gruyter 2017, S. 99–117.
- Alguma vez nos vamos habituar à imersão? Histórias da Arte dos Media & Ciência da Imagem - Will we ever become used to Immersion? Media Art Histories & Image Science. In Victor Flores (ed.) A terceira Imagem - A Fotografia Estereoscópica em Lissabon: Documenta Portugal, S. 39–62.
- The Complex and Multifarious Expression of Digital Art & Its Impact on Archives and Humanities. In: A Companion to Digital Art. edited by Christiane Paul. Wiley-Blackwell, New York 2016, S. 23–45.
- New Media Art. In: Oxford Bibliographies in Art History. edited by Prof. Thomas DaCosta Kaufmann. Oxford University Press, New York 2016, S. 1–18.
- Our Digital Culture threatened by Loss. In: Valentino Catricalà: Media Art: Towards a new definition of Arts in the Age of Technology. Pistoia 2015, S. 39–44.
- ARCHIV 2.0: Media Arts Impact and the Need for (Digital) Humanities. In: Giselle Beiguelman (Hrsg.): (itaú cultural). Sao Paulo 2014, S. 97–118.
- Druckgrafik bis Medienkunst: Neue Analyseinstrumente für die historisch vergleichende Bildforschung. In: Rundbrief Fotografie. Band 21 (2014), Nummer. 1/2 [N.F. 81/82], S. 108–116.
- Our Digital Culture Threatened by Loss. In: The World Financial Review. 2014, S. 40–42.
- New Perspectives for the (Digital) Humanities. In: The Challenge of the Object, Congress Proceedings of the 33rd Congress of the International Committee of the History of Art. T. 1–3. Ed. by G. Ulrich Großmann/Petra Krutisch, Nürnberg 2013, S. 990–994.
- Image Science & MediaArtHistories. New Infrastructures for 21th Century. In: Gunther Friesinger, Johannes Grenzfurthner, Thomas Ballhaus (Hrsg.): Mind and Matter. Comparative Approaches towards Complexity. transcript, Bielefeld 2011, S. 29–37.
- Media Art’s Challenge for our Societies. In: 2010 International Humanities Conference, Boundary Crossing Humanities and Symbiotic Society. Yonsei University, Seoul 2010, S. 163–193.
- Renewing knowledge structures for Media Art. In: EVA London 2010. Electronic Visualisation and the Arts, BCS London, Alan SEAL, Jonathan BOWEN and Kia NG (Hrsg.), S. 286–295.
- Living Habitats: Immersive Strategies. In: Christa Sommerer, Laurent Mignonneau (Hrsg.): Interactive Art Research, Springer. Wien/New York 2009, S. 170–175.
- Media Art Needs Histories and Archives. In: Zhuangshi. Beijing 2008, No. 7, S. 50–61.
- The Recombinant Reality – Immersion and Interactive Image Spaces. In: Synthetic Times. MIT Press, Cambridge, M.A. 2008, S. 72–93 (Deutsch/Chinesisch).
- „Vorsicht! Es scheint, das er direkt auf die Dunkelheit zustürzt, in der Sie sitzen.“ Immersions- und Emotionsforschung, Kernelemente der Bildwissenschaft. In: Klaus Herding/Antje Krause-Wahl (Hrsg.): Wie sich Gefühle Ausdruck verschaffen, Verlag Dr. H. H. Driesen GmbH, Taunusstein 2007, S. 263–288.
- Phantasmagorischer Bildzauber des 18. Jahrhunderts und sein Nachleben in der Medienkunst. In: Brigitte Felderer (Hrsg.): Rare Künste: Zur Kultur und Mediengeschichte der Zauberkunst. Wien 2006, S. 461–480.
- Kunst als Inspiration medialer Evolution: Überwindungsvisionen der Kinoleinwand vom Stereopticon zur Telepräsenz. In: Thomas Hensel, Klaus Krüger, Tanja Michalsky (Hrsg.): Das bewegte Bild. Film und Kunst. München 2006, S. 419–448.
- MedienKunstGeschichte: Für eine transdisziplinäre Bildwissenschaft. In: Matthias Bruhn and Karsten Borgmann (Hrsg.): Sichtbarkeit der Geschichte. Beiträge zu einer Historiografie der Bilder / ed. for H-Arthist and H-Soz-u-Kult. Clio-online and Humboldt University of Berlin, Berlin 2005.
- Der Digitale Bau: Aktuelle Tendenzen der Raumvisualisierung und ihre Vorläufer. In: Thesis, Wissenschaftliche Zeitschrift der Bauhaus-Universität Weimar. 2004, Band 3, S. 112–121.
- For an Expanded Concept of Documentation: The Database of Virtual Art. In: ICHIM. École du Louvre, Cultural institutions and digital technology, acte publié avec le soutien de la Mission de la Recherche et de la Technologie du Ministère della Culture et de la Communication, Paris 2003, Proceedings, CD-Rom, S. 2–15.
- Bilder von Kunst und Wissenschaft: Auf dem Weg zur Bildwissenschaft. In: Gegenworte: Zeitschrift für den Disput über Wissen. edited by BBAW, Berlin 2002, S. 25–30.
- Kunst als Inspiration medialer Evolution. Intermediale Etappen des Virtuellen im 20. Jahrhundert. In: Christoph Tholen (Hrsg.): Intervalle 5. Schriftenreihe des Wissenschaftlichen Zentrums der Universität Kassel, Kassel University Press, 2002, S. 57–76.
- New Images from Life. In: Art Inquiry: Recherches sur les Arts. Ryszard Kluszinsky (Ed.), annual publication by Lodz Scientific Society, 2001, S. 7–26.
- Zwischen Bildsuggestion und Distanzgewinn. In: Klaus Sachs-Hombach (Hrsg.): Vom Realismus der Bilder: Interdisziplinäre Forschungen zur Semantik bildlicher Darstellungsformen. Magdeburg 2001, S. 213–227.
- The History of Telepresence: Automata, Illusion, and The Rejection of the Body. In: Ken Goldberg (Hrsg.): The Robot in the Garden: Telerobotics and Telepistemology on the Internet. MIT-Press, Cambridge/Mass. 2000, S. 226–246.
- Into the Belly of the Image: Historical Aspects of Virtual Reality. In: Leonardo: Journal of the International Society for the Arts, Sciences and Technology. Band 32, Nummer 5, 1999, S. 365–372.
- Kunst der Natur, Spiel des Lebens: Wie der Computer die Schönheit des Zufalls ins Bild setzt, in: Die Zeit, 41/1998.
- Hingabe an das Nichts: Der Cyberspace zwischen Utopie, Ökonomie und Kunst. In: Medien.Kunst.Passagen, No. 4, 1994, S. 17–30.